# Latī Kolā
Latī Kolā (persiska: لتی كلا) är en ort i Iran.   Den ligger i provinsen Mazandaran, i den norra delen av landet, 130 km nordost om huvudstaden Teheran. Latī Kolā ligger 34 meter över havet och antalet invånare är 260.
Terrängen runt Latī Kolā är platt. Runt Latī Kolā är det ganska tätbefolkat, med 149 invånare per kvadratkilometer. Närmaste större samhälle är Āmol, 6,6 km sydväst om Latī Kolā. Trakten runt Latī Kolā består till största delen av jordbruksmark.